# Пегги Картер (киновселенная Marvel)
Ма́ргарет Ка́ртер (англ. Margaret Carter), наиболее известная как Пе́гги Ка́ртер (англ. Peggy Carter) — персонаж медиафраншизы «Кинематографическая вселенная Marvel» (КВМ), основанная на одноимённом персонаже Marvel Comics, созданном Стэном Ли и Джеком Кирби. Её роль исполнила Хейли Этвелл. В КВМ Картер изображена как любовный интерес Стива Роджерса времён Второй мировой войны и изображена как британский агент, а не американка, как в комиксах. Этвелл получила похвалу от критиков за своё выступление в роли Пегги.
Персонаж впервые появился в фильме «Первый мститель» (2011), и Этвелл повторила эту роль в последующих фильмах, а также в короткометражке «Агент Картер». Картер также появилась во втором сезоне «Агентов „Щ.И.Т.“», в то время как Этвелл была главной актрисой в «Агенте Картер», двухсезонном телесериале об этом персонаже. Этвелл вернулась к своей роли в мультсериале «Что если…?» в качестве Капитана Картер (англ. Captain Carter), альтернативной версии персонажа, которая получила сыворотку суперсолдата вместо Роджерса.

## Концепция и кастинг
Персонаж дебютировал на одной панели как безымянный любовный интерес Капитана Америки времён войны в «Tales of Suspense» #75 (март 1966), а затем получил имя в #77 (май 1966). Она была создана писателем Стэном Ли и художником Джеком Кёрби.
Хейли Этвелл получила роль Пегги Картер в фильме «Первый мститель» в апреле 2010 года. Этвелл выразила заинтересованность вновь исполнить роль в «Агенте Картер» в октябре 2013 года; Президент ABC Entertainment Пол Ли подтвердил её участие в проекте в январе 2014 года. Габриэлла Грейвз изображает молодую Картер в телесериале «Агент Картер» во флэшбэках. Что касается её подготовки к этой роли, она сказала: «В настоящее время я тренируюсь шесть дней в неделю, чтобы сделать её немного более военной и сделать убедительным то, что я могу надрать задницу». Что касается принятия роли Картер, Этвелл сказала: «Главная причина, по которой я снялась в фильме про Капитана Америку, заключалась в том, что я хотела забыться и перестать относиться к своей работе так серьёзно». Сценарист «Первый мститель» Кристофер Маркус сказал, что действие фильма «происходит в 40-е годы, в то время было не так много женщин в сферах власти, и мы хотели, чтобы она, по сути, была самым способным человеком на экране в то время».

## Характеризация

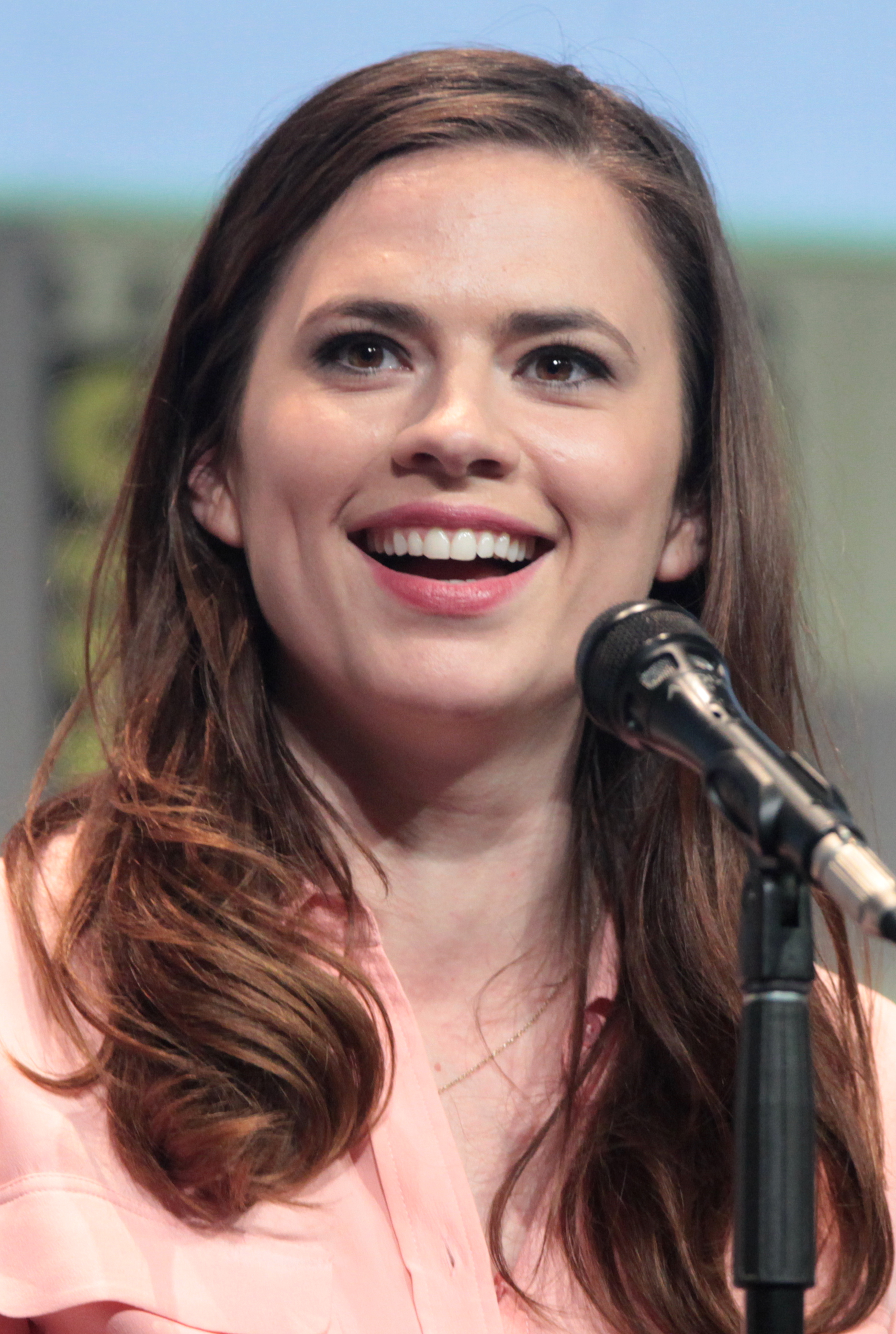
Хейли Этвелл на San Diego Comic-Con в 2015 году

По поводу дебюта персонажа в «Первом мстители» Этвелл заявила: «Я сравнила её характер со знаменитой цитатой Джинджер Роджерс. Она может делать всё, что может Капитан Америка, но задом наперёд и на высоких каблуках. Она полностью английский солдат, хотя всегда выглядит потрясающе. Она может стоять там с пулемётом, стреляя в нацистов, но она, очевидно, заранее пошла в туалет и нанесла немного помады. Её не нужно спасать. Это восхищает меня — её сила». Она добавила: «Я думаю, что она довольно упрямая, немного разочарованная женщина, которая борется с тем, чтобы быть женщиной в то время. Но что ещё более важно, она современная женщина, и она видит в Капитане Америке что-то, с чем она связана, и становится родственной душой. Он относится к ней совсем не так, как к ней относились многие мужчины, в этом доминирующем мире, в котором она живёт. Так что она очень хороший боец».
Картер — первый женский персонаж, возглавивший отдельную историю в рамках КВМ, опередив таких популярных персонажей комиксов, как Чёрная вдова и Капитан Марвел. В отличие от других главных героев Marvel, у Картер нет никаких сверхспособностей, вместо этого сценаристы «всегда говорили, что её сверхспособность заключается в том, что другие люди недооценивают её. И она часто использует это в своих интересах». Этвелл сказала, что было «захватывающе» исследовать «фон этого мира, в котором доминируют мужчины, где женщины всё ещё работают, не высказываются и изо всех сил пытаются найти место за пределами дома», и как это влияет на Картер, которая должна справиться с этим вместе с миссиями, которые она получает.
По поводу героини, появившейся в своём собственном короткометражном фильме, режиссёр короткометражки «Агент Картер» Луис Д’Эспозито сказал, что Marvel всегда хотела снять короткометражку о Пегги Картер, поскольку персонаж «был любимцем фанатов и любимцем Marvel Studios». Д’Эспозито наслаждался моментом, когда Картер использует свою пудреницу, чтобы наблюдать за «плохим парнем», что было сымпровизировано во время съёмок, потому что «в этом суть того, кто она и о чём фильм. Она не только, особенно в то время, женщина в мужском мире, она всё ещё сохраняет свою женственность».
Говоря о влиянии, которое очевидная смерть Стива Роджерса оказала на Картер, Этвелл объяснила, что «прошёл всего год, и она скорбит о нём, и я думаю, что её поддерживает то, что он был величайшим человеком, которого она когда-либо знала … она также полна решимости убедиться, что его работа не была напрасной». После первого сезона Этвелл отметила, что Картер не «завоевала всеобщее уважение», например, Джек Томпсон взял на себя всю славу за её действия, но «она знает себе цену, поэтому ей не нужна эта похвала». Во втором сезоне исполнительный продюсер Мишель Фазекас объяснила, что после того, как Картер «уложила в постель много эмоциональных вещей», как например то, что она отпустила Капитана Америку, она теперь «более открыта для того, чтобы взглянуть на свою жизнь и разобраться, хочет ли она отношений?» Фазекас добавила, что Картер начнёт понимать, что «не у всех есть свои идеалы», даже в СНР.

### Внешний вид

Хейли Этвелл до и после цифрового состаривания в роли Пегги Картер в фильме «Первый мститель: Другая война».

Хотя для костюмов Картер и использовались некоторые винтажные вещи, большинство её нарядов были сшиты на заказ, чтобы соответствовать сценам действия по сценарию. Художник по костюмам Джованна Оттобре-Мелтон придала нарядам «стиль песочных часов с прочностью в пошиве и очерчёнными плечами, но не слишком преувеличенными». Для тактического снаряжения персонажа были использованы подпольные военные образы времён Второй мировой войны. Получив сценарий к фильму «Первый мститель: Другая война», Этвелл поняла, что персонажу «будет 96, и мне по уши придётся быть в сложном гриме». Команда по визуальным эффектам не была удовлетворена первоначальным гримом, использованным для того, чтобы Этвелл выглядела старше, и в конечном итоге прибегла к её состариванию с помощью методов CGI.

## Появления
- Пегги Картер впервые появляется в фильме «Первый мститель», действие которого разворачивается в начале 1940-х годов во время Второй мировой войны. Работая на военных, она влюбляется в Стива Роджерса, который недавно стал Капитаном Америкой.
- Затем она появляется в короткометражке Marvel «Агент Картер» от Marvel One-Shots, которая была упакован с Blu-ray диском фильма «Железный человек 3». Действие фильма происходит через год после событий «Первого мстителя», и в нём Картер фигурирует в качестве члена Стратегического Научного Резерва, занимающегося поиском таинственного Зодиака[23] и борющегося с сексизмом[24].
- Хейли Этвелл снялась в роли Пегги Картер в сериале «Агент Картер»[25]. Действие происходит в первые послевоенные годы после событий «Первого мстителя». Сериал рассказывает о продвижении Картер от обычной офисной работы до должности знаменитого и уважаемого агента Стратегического Научного Резерва. Кроме того, она работает с дворецким Говарда Старка, Эдвином Джарвисом, чтобы раскрыть его подставу от рук Левиафана. Сериал выходил в эфир с 6 января 2015 года по 1 марта 2016 года.
  - Во втором сезоне «Агента Картер» выясняется, что у Картер был брат Майкл (роль которого исполнял Макс Браун, когда он был взрослым, а когда ребёнком — Уэбб Бейкер Хэйс), с которым она была очень близка. После смерти Майкла во Второй мировой войне Картер решает оставить своего тогдашнего жениха Фреда Уэллса (актёр — Кевин Чангарис), чтобы присоединиться к СНР. Также выяснилось, что мать Картер, роль которой исполняла Кэрол Руджиер, звали Аманда[26].
- В фильме «Первый мститель: Другая война»[23][27] было использовано CGI, чтобы позволить Этвелл вернуться к роли теперь уже 90-летней Картер, когда Роджерс навещает её в доме престарелых в 2014 году[28].
- Хейли Этвелл исполнила роль Пегги Картер в «Агентах „Щ.И.Т.“». Она появилась в премьерном эпизоде второго сезона под названием «Тени», где она и СНР совершают налёт на объект «Гидры» и арестовывают Вернера Райнхардта и агентов «Гидры»[29]. Позже Картер появилась в эпизоде «То, что мы хороним», где во флэшбэках она допрашивает Уайтхолла. В эпизоде третьего сезона «Освобождение», действие которого происходит во время событий фильма «Первый мститель: Противостояние», показан газетный заголовок, в котором говорится, что агент Картер умерла в возрасте 95 лет.
- Она появляется в фильме «Мстители: Эра Альтрона» в галлюцинации Роджерса 1940-х годов, вызванной Вандой Максимофф[30][31].
- Она появляется в «Человеке-муравье» во флэшбэках 1989 года, в возрасте около 60 лет, когда Хэнк Пим уходит из «Щ.И.Т.», обнаружив, что Митчелл Карсон пытался воспроизвести формулу сокращения Пима без согласия.
- Она не появляется в фильме «Первый мститель: Противостояние», но умирает за кадром. Роджерс служит одним из носильщиков гроба на её похоронах и узнаёт, что Шэрон Картер — её племянница[32]. На её похоронах выяснилось, что её зовут Маргарет.
- Она появляется в фильме «Мстители: Финал». Используя частицы Пима, Роджерс переносится во времени в 1970 год, где он видит, как она работает в своём офисе. Позже он возвращается в 1940-е годы, и они воссоединяются, женятся и состариваются вместе[33][34].
- Альтернативная версия Пегги Картер появляется в первом сезоне анимационного сериала Disney+ «Что если…?» в первом эпизоде — «Что, если… Капитан Картер была бы Первым мстителем?». В этой перспективе она получает Сыворотку суперсолдата и становится супергероем по имени «Капитан Картер», в то время как Роджерс становится ранней версией Железного человека под кодовым названием Крушитель «Гидры»[35].
- Другая похожая альтернативная версия персонажа появляется в фильме «Доктор Стрэндж: В мультивселенной безумия». В альтернативной реальности Земли-838 Капитан Картер является членом Иллюминатов. Во время суда над Доктором Стрэнджем, прибывшим из основной вселенной (Земли-616), на штаб-квартиру нападет Ванда Максимофф, манипулирующая своим двойником в этой вселенной с помощью заклинания «Сомнамбула», и убивает большинство Иллюминатов, включая Картер.
- Хейли Этвелл офицально появится в роли Пегги Картер в фильме «Мстители: Судный день».

## Биография персонажа

### Ранняя жизнь
Картер, урождённая «Маргарет Картер», родилась в семье Аманды Картер. После смерти её брата Майкла во время Второй мировой войны Картер решила оставить своего жениха Фреда Уэллса, чтобы присоединиться к Стратегическому Научному Резерву.

### Встреча со Стивом Роджерсом
В 1943 году Стратегический Научный Резерв поручил Картер помочь контролировать проект «Перерождение», программу по создании армии суперсолдатов для США. Картер присоединяется к таким, как Говард Старк и доктор Абрахам Эрскин, в наблюдении за программой. После серии испытаний разных солдат, болезненный Стив Роджерс выбран из-за его хорошего характера. Эрскин подвергает Роджерса лечению суперсолдата, вводя ему специальную сыворотку и дозируя «вита-лучами». После того, как Роджерс выходит из эксперимента более высоким и мускулистым, тайный агент «Гидры» Хайнц Крюгер убивает Эрскина и убегает с пузырьком сыворотки. Роджерс и Картер преследуют Крюгера, причём Роджерс случайно помешал Картер убить Крюгера, но убийца избегает допроса, совершив самоубийство с помощью капсулы с цианидом. После того, как лучший друг Роджерса Баки Барнс захвачен «Гидрой», Роджерс заставляет Картер и Говарда Старка отправить его в тыл врага, чтобы предпринять одиночную попытку спасения, которая увенчалась успехом. После возвращения Роджерса Картер, у которой развились чувства к нему, застаёт его целующим другую женщину, побуждая её сердито стрелять пулями в новый щит Роджерса. Используя информацию, полученную от Арнима Золы, обнаруживается последний форпост «Гидры», и Роджерс возглавляет атаку, чтобы остановить Иоганна Шмидта от применения оружия массового уничтожения в крупных американских городах. Роджерс и Картер целуются, в то время как Роджерс обещает пойти на танец с Картер, прежде чем Роджерс заберётся на борт самолёта Шмидта, когда он взлетит. После того, как Тессеракт телепортирует Шмидта на Вормир, Роджерс, не видя возможности посадить самолёт без риска детонации его оружия, связывается по рации с плачущей Картер и прощается с ней, прежде устроить крушение самолёта в Арктике. Позже Старк поднимает Тессеракт со дна океана, но не может найти Роджерса или самолёт, считая его мёртвым.

### После Второй мировой войны
В 1945 году Картер и Стратегический Научный Резерв (СНР) совершают налёт на последнюю известную базу «Гидры» (возглавляемую Вернером Райнхардтом) и конфискуют множество предметов, в том числе «Обелиск» и синее тело.
Год спустя Картер сталкивается с сексизмом со стороны своего босса, агента Джона Флинна, который относится к ней снисходительно и заставляет её собирать данные и взламывать коды, поручая полевые дела агентам-мужчинам. Главной проблемой СНР является таинственный Зодиак, который они уже некоторое время не могут заполучить.
Однажды ночью, оставшись наедине в офисе, пока мужчины гуляют вместе, Картер отвечает на вопросы, чтобы узнать о местонахождении Зодиака. Хотя рекомендуется от трёх до пяти агентов, Картер решает отправиться на место сама. Отбиваясь от множества охранников, Картер удаётся самой вернуть Зодиак, таинственную сыворотку. На следующий день Флинн делает ей выговор за то, что она не прошла надлежащие процедуры для завершения миссии, и называет возмущённую Картер просто «старой любовью» Капитана Америки, которой дали её нынешнюю работу из жалости к её тяжёлой утрате. Однако, прежде чем он сможет официально наказать её, телефон снова звонит, но на этот раз на другом конце линии находится Говард Старк, который сообщает Флинну, что Картер возглавит недавно созданный «Щ.И.Т.».
Позже, в 1946 году, Картер приходится совмещать рутинную офисную работу, которую она выполняет для Стратегического Научного Резерва (СНР) в Нью-Йорке, с тайной помощью Говарду Старку, которого обвиняют в поставках смертоносного оружия врагам США. Картер помогает дворецкий Старка, Эдвин Джарвис, найти виновных и избавиться от оружия.
В 1947 году Картер переезжает из Нью-Йорка в Лос-Анджелес, чтобы справиться с угрозами нового атомного века со стороны Тайной империи после Второй мировой войны, обрести новых друзей, новый дом и завести роман с Дэниелом Сузой.

### Более поздняя жизнь
Через некоторое время после этих событий Картер выходит замуж за мужчину, которого Стив Роджерс спас с базы «Гидры» во время Второй мировой войны, и у них двое детей. Позже Картер становится примером для подражания для её американской племянницы Шэрон Картер, которая называет её «тётей Пегги», а Шэрон также позже становится агентом «Щ.И.Т.». Тем временем, Пегги Картер также проводит операции «Щ.И.Т.» в сотрудничестве с человеком по имени «Брэддок». В 1989 году Картер в «Щ.И.Т.е» становится свидетелем конфронтации между Хэнком Пимом и Говардом Старком по поводу использования Старком частиц Пима без ведома Пима, после чего Пим покидает «Щ.И.Т.».
В 2014 году у пожилой Картер развилась болезнь Альцгеймера, и Роджерс навещает её, выйдя из анабиоза примерно через 70 лет. Картер отмечает Роджерсу, что мир изменился. В 2015 году Роджерс испытывает видение воссоединения с Картер, вызванное Вандой Максимофф посредством телепатии. В 2016 году Картер скончалась во сне, на её похоронах присутствовали Шэрон, Роджерс и Сэм Уилсон.

## Альтернативные версии

### «Мстители: Финал»
Альтернативная версия Пегги Картер появляется в конце фильма «Мстители: Финал (2019)».

#### Воссоединение со Стивом Роджерсом
В 2023 году Роджерс, завершив операцию «Хрононалёт» и вернув Камни Бесконечности на их правильные места в линии времени, решает остаться с Картер в 1949 году, и он живёт с ней полноценной супружеской жизнью, и Роджерс и Картер танцуют вместе, как они намеревались изначально в 1945 году.

### Капитан Картер

#### Анимационный сериал «Что, если…?»
Пегги Картер, озвученная Хейли Этвелл, появилась в первом сезоне анимационного сериала Disney+ «Что, если…?» (2021) в виде альтернативной версии самой себя.
В альтернативном 1942 году атака участника организации «Гидра» Хайнца Крюгера на «Стратегический Научный Резерв» (СНР) приводит к тому, что Крюгер ранит Стива Роджерса, и он не успевает принять сыворотку суперсолдата. Картер убивает Крюгера и берёт на себя инициативу, принимая сыворотку до того, как заканчивается энергия. Процедура проходит успешно, и вместо Роджерса она становится первым суперсолдатом.
Когда лидер «Гидры» Иоганн Шмидт / Красный Череп находит Тессеракт и планирует с его помощью создавать современное оружие, новый лидер СНР Джон Флинн отказывается посылать людей, чтобы остановить его. Он также отказывается позволять Картер сражаться, будучи разъярённым тем, что женщина приняла сыворотку. Говард Старк тайно дарит Картер костюм и щит из вибраниума, которые она использует для нападения на конвой «Гидры» и успешного извлечения Тессеракта, а также учёного «Гидры» Арнима Золы. После своего успеха она становится героем с прозвищем «Капита́н Ка́ртер» и сражается бок о бок с Роджерсом, который пилотирует бронированный костюм «Крушитель „Гидры“», который Старк строит с помощью Тессеракта.
Когда «Гидра» берёт в плен друга Роджерса Баки Барнса, Картер и Роджерс спасают его и его союзников. Пара продолжает принимать участие во множестве других сражений, пока Роджерс не пропадает без вести, и его считают мёртвым после нападения на поезд «Гидры». Картер допрашивает Золу, чтобы узнать местоположение замка Красного Черепа. Они находят его и видят, как он использует Тессеракт, чтобы открыть портал и вызвать межпространственное существо, которое убивает его. Барнс находит Роджерса в замке и помогает ему включить скафандр, но без Тессеракта у него заканчивается энергия. Картер жертвует собой, выталкивая существо обратно в портал, исчезая в портале.
70 лет спустя Тессеракт открывает ещё один портал, из которого выходит Картер, встречаясь с Ником Фьюри и Клинтом Бартоном.
Некоторое время спустя Картер присоединяется к организации «Щ.И.Т.» и в 2014 году отправляется на миссию по спасению захваченного судна «Щ.И.Т.» «Лемурианская звезда» от Жоржа Батрока. Когда она сражается с Батроком, Картер навещает Наблюдатель и избирает её для помощи в борьбе с Альтроном, пытающимся уничтожить Мультивселенную. Во время битвы Картер обнажает глаз Альтрона, снимая часть его шлема, позволяя Романофф внедрить аналоговое сознание Арнима Золы в сеть Альтрона. Победив Альтрона, Картер возвращается в свою вселенную и, с помощью Романофф, одолевает Батрока. Затем Романофф сообщает ей, что доспехи Крушителя «Гидры» хранятся на корабле с кем-то внутри них.

#### Земля-838
Версия Пегги Картер / Капитана Картер появляется в альтернативной версии Земли — Земле-838, в качестве члена команды «Иллюминаты» вместе с Чарльзом Ксавьером / Профессором Икс, Блэкагаром Болтагоном / Чёрным Громом, Марией Рамбо / Капитаном Марвел, Карлом Мордо и Ридом Ричардсом / Мистером Фантастиком, основанную Стивеном Стрэнджем. Пегги, вместе с другими членами команды, побеждает Таноса, однако в процессе войны, команда принимает решение убить Стрэнджа, из-за его привязанности к книге «Даркхолд». Спустя время, на Землю-838 попадает Стивен Стрэндж с Земли-616. Пегги, вместе с остальной командой рассказывает ему историю их Стрэнджа и его опасность для Мультивселенной. Внезапно на штаб-квартиру команды нападает Ванда Максимофф с Земли-616, захватившая тело альтернативной версии Ванды. Картер вступает с ней в бой, в ходе которого Пегги бросает в Ванду свой щит, однако Ванда, с помощью телекинетических способностей, перенаправляет щит в Пегги и разрубает её попалам, в результате чего она погибает.

## Реакция

### Реакция критиков
В своём обзоре «Первому мстителю», Кристи Лемайр из «Associated Press» сказала: «Великолепная внешность Этвелл делает её отлично подходящей для этой роли, но её характер развит лучше, чем вы можете себе представить; она не девица в беде, ожидающая, когда Капитан Америка спасёт её, а скорее обученный боец, который во многом равен ему». Роджер Эберт из «Chicago Sun-Times» почувствовал, что она похожа на «классическую военную красотку того периода» с её изображёнными «полными красными губами» из фильма.
Рози Флетчер из «Total Film» отметила, что короткометражка «Агент Картер» от Marvel One-Shots была хорошо принята зрителями на San Diego Comic-Con, и высоко оценила выступление Этвелл. Энди Хансейкер из Crave Online сказал, что короткометражка «даёт своей главной героине то, чего она заслуживает», и выразил надежду, что это приведёт к дальнейшим проектам от Marvel, сосредоточенных на женщинах. Скотт Коллура из IGN назвал Этвелл «женщиной-супергероем большого экрана, которую мы все ждали. Она так сильно отрывается в этой короткой истории с таким апломбом, используя не только мускулы, но и мозги, и всё это очень умно и весело». Он чувствовал, что короткометражка казалась скорее доказательством того, что проекты супергероев, основанные на женщинах, могут работать, но что и «Этвелл также никогда не теряет связь со своей женской стороной».
Брайан Лоури, в своём обзоре на двухсерийную премьеру телесериала «Агент Картер» для «Variety», посчитал, что дать Этвелл её собственный телесериал было «довольно разумной ставкой» от Marvel, и он назвал эпизоды «довольно забавными».
The A.V. Club назвал выступление Этвелл одним из «Лучших индивидуальных выступлений» 2015 года.

### Награды
| Год  | Премия | Категория                              | Работа            | Результат | Прим.  |
| ---- | ------ | -------------------------------------- | ----------------- | --------- | ------ |
| 2011 | Scream | Лучшая актриса в фантастическом фильме | «Первый мститель» | Номинация |        |
| 2011 | Scream | Лучший женский персонаж                | «Первый мститель» | Номинация |        |
| 2014 | Сатурн | Лучшая телеактриса                     | «Агент Картер»    | Номинация | [ 46 ] |

## Комментарии
1. ↑  Неизвестный муж Пегги в основной линии времени, которым может быть Стив Роджерс[3].
2. ↑  В альтернативной реальности через путешествие во времени[4], или в прошлом в основной линии времени[3].
3. ↑  Отмечено в средствах массовой информации как возможная отсылка на Брайана Брэддока[36].
4. ↑  Как показано в фильме «Первый мститель: Противостояние» (2016).